# Pierre de La Forest
Pierre de La Forest, ou Petrus Foresta, né en 1305 à La Suze près du Mans et mort le 7 juin 1361 à Avignon, fut évêque de Tournai, évêque de Paris, archevêque de Rouen de 1352 à 1356, puis cardinal avec le titre de cardinal-prêtre Douze Apôtres (1356-1361).

## Biographie

### Sa famille
Pierre de la Forêt nait en 1304 à La Suze, de Philippe de la Forêt et Marguerite de La Chapelle, sœur de Geoffroy, évêque du Mans (1339-1350). Il a quatre frères et son cousin Jean est au moment de sa mort abbé de La Couture du Mans. Ses neveux sont Jean et Pierre de La Forêt. Jean, licencié en lois, est chanoine d'Avranches, archidiacre de Montfort au Mans et doyen de Saint-Laud d'Angers tandis que Pierre est chanoine d'Amiens, Le Mans et Saint-Quentin.

### Sa carrière ecclésiastique
Il obtient une licence in utroque (droit canon et civil) puis fut professeur de droit à l'université d'Orléans et d'Angers. En 1334, il est chanoine de Saint-Pierre de la Cour au Mans. Il obtient peu après l'archidiaconé de Montfort et le décanat d'Ernée. Il devint avocat au Parlement.
Il fut archidiacre de Montfort dans le diocèse du Mans et reçoit un diaconat au moment de sa promotion à l'épiscopat. Élu évêque du Mans en 1347 à la mort de son oncle, Clément VI ne reconnait pas l'élection et nomme à sa place Jean de Craon, archidiacre de Passais. Il devient au mois d'octobre chancelier du duc de Normandie. Il est nommé chancelier de France le 13 juillet 1349.
Le 24 juillet 1349, il est nommé évêque de Tournai,. Le 2 juillet 1350, il est nommé exécuteur testamentaire du roi de France. Le 20 décembre 1350, il est transféré à l'évêché de Paris. En septembre 1351, il est envoyé pour tenter de conclure un traité de paix avec les Anglais. Puis le 8 février 1352, il est transféré à Rouen. Il fait l'acquisition de La Loupelande dans le Maine et obtient des lettres d'anoblissement en octobre 1354.

### Rapport au pouvoir
Jean II de France le nomma chancelier de France le 13 juillet 1349 jusqu'à sa destitution sur demande des États généraux le 3 mars 1356, et rétablit le 28 mai 1359 jusqu'à sa mort le 25 juin 1361,. Il fut également un des conseillers du régent Charles (futur Charles V de France).
Il effectue également au cours de sa carrière des missions diplomatiques : à Avignon (1354) et à Bordeaux (1356).
Lors des émeutes conduites par Étienne Marcel en 1358, celui-ci voulut le départ du conseiller ainsi que celui de Simon de Buci qui avaient à charge de négocier la paix avec les Anglais, cette négociation représentait une gêne pour les émeutiers parisiens, mais le régent Charles n'en tint pas compte.

### Le cardinalat
Ce fut Innocent VI qui le revêtit de la pourpre cardinalice lors du consistoire du 23 décembre 1356. Il reçoit le titre de Ss. XII Apostoli. Il entre dans la curie papale à Avignon en mai 1357. Le pape Innocent VI le nomme légat apostolique en Sicile puis en France.
Il rédige son testament le 22 juin 1361 et meurt sans doute de la peste à Villeneuve-lès-Avignon le 27 juin 1361. Son cœur est enterré à Villeneuve tandis que son corps le sera dans le chœur de la cathédrale du Mans, près du tombeau de son oncle Geoffroi de La Chapelle, évêque du Mans. Une statue de Pierre de La Forêt était placée dans le chœur de la cathédrale.

## Héraldique
Les armes du cardinal de La Forest se lisent : d'or à l'arbre de sinople chargé d'une bande d'azur.